# Liste der Mitglieder des Landtages (Freistaat Anhalt) (2. Wahlperiode)
Diese Liste gibt einen Überblick über alle Mitglieder des Landtages des Freistaates Anhalt in der 2. Wahlperiode (1920 bis 1924). Die Wahl fand am 6. Juni 1920 statt.

## Sitzverteilung
| Partei                                    | Stimmanteil in % | Sitze    | Veränderung (Sitze) |
| ----------------------------------------- | ---------------- | -------- | ------------------- |
| SPD                                       | 35,77 %          | 13 Sitze | − 9 Sitze           |
| USPD                                      | 18,3 %           | 6 Sitze  | + 6 Sitze           |
| Deutschnationale Volkspartei und Landbund | 16,85 %          | 6 Sitze  | + 4 Sitze           |
| DDP                                       | 15,67 %          | 6 Sitze  | − 7 Sitze           |
| DVP                                       | 13,41 %          | 5 Sitze  | + 5 Sitze           |

An 100 % fehlende Stimmen gingen an nicht im Landtag vertretene Wahlvorschläge.

## Mitglieder
| Name                    | Partei | Bemerkung |
| ----------------------- | ------ | --------- |
| Johann Arzberger        | SPD    |           |
| Albert Baumgarten       | DVP    |           |
| Moritz Beyer            | DDP    |           |
| Friedrich Bischof       | DVP    | bis 1921  |
| Bruno Böttge            | USPD   | bis 1922  |
| Emil Brinkmann          | SPD    |           |
| Hermann Cohn            | DDP    |           |
| Heinrich Deist          | SPD    | nur 1920  |
| Paul Fiedler            | DDP    |           |
| Noeme Georgs            | DVP    |           |
| Max Günther             | SPD    |           |
| Friedrich Heine         | DNVP   |           |
| Fritz Hesse             | DDP    |           |
| Otto Heinrich Hümmelgen | DVP    |           |
| Hugo Jäntsch            | DNVP   |           |
| Heinrich Jericke        | DNVP   |           |
| Gustav Jeuthe           | SPD    |           |
| Otto Körting            | SPD    | seit 1922 |
| Hermann Kostitz         | SPD    | bis 1922  |
| Adolf Krüger            | SPD    | seit 1922 |
| Gustav Hermann Lange    | DNVP   |           |
| Adolf Linke             | SPD    |           |
| Willy Lohmann           | DDP    | seit 1921 |
| Alfred Möhring          | USPD   | bis 1921  |
| Georg Müller            | DVP    |           |
| Max Ohland              | SPD    |           |
| Richard Paulick         | SPD    | nur 1920  |
| Heinrich Peus           | SPD    |           |
| Julius Pohle            | DNVP   |           |
| Karl Pötsch             | DNVP   |           |
| Louis Pultz             | USPD   |           |
| Karl Röder              | SPD    |           |
| Otto Schüler            | USPD   | nur 1920  |
| Kurt Schwarze           | DDP    |           |
| Alfred Sommer           | SPD    |           |
| Karl Speckhardt         | SPD    |           |
| Heinrich Stahmann       | SPD    |           |
| Paul Stelzer            | USPD   |           |
| Hermann Stöbe           | DDP    |           |
| Otto Sturm              | DVP    |           |
| Friedrich Karl Tennert  | USPD   |           |
| Wilhelm Theuerjahr      | USPD   |           |
| August Trautewein       | SPD    |           |
| Hermann Wolf            | USPD   | seit 1921 |